# Nederhop
Nederhop ist eine musikalische Stilrichtung, bestehend aus den Elementen Neder- für Niederlande oder niederländische Sprache sowie  -hop für Hip-Hop. Nederhop entsteht in den Niederlanden und/oder bedient sich der niederländischen Sprache.

## Geschichte
Der erste nennenswerte Erfolg ist im Jahre 1986 zu verzeichnen: Das niederländische Rapper-Duo MC Miker G & DJ Sven (Lucien Witteveen und Sven van Veen) erreichte mit dem englischsprachigen Titel Holiday Rap (einem Sample von Madonnas Hit Holiday) internationale, aber nur kurzfristige Aufmerksamkeit. Im niederländischen Sprachraum interpretierte die Gruppe Osdorp Posse (nach dem Ortsteil Osdorp, eines Amsterdamer Stadtbezirkes) ab 1989 dagegen zwanzig Jahre lang erfolgreich den Nederhop in ihrer Heimatsprache. Osdorp Posse produzierten 1992 auch das erste komplett auf Niederländisch gesungene Hip-Hop-Album.
Außerdem sind die Titel Back by dope demand von King Bee und Rudeboy von Urban Dance Squad erwähnenswert.
Viele Nederhopper der ersten Stunde waren in den Vereinigten Staaten von Amerika populärer als in den Niederlanden selbst.
Der Stil erinnerte im Allgemeinen zunächst an US-amerikanischen Old-School-Hip-Hop, wurde aber in den 1990er Jahren durch Künstler wie Westklan und Osdorp Posse auf der einen und Extince auf der anderen Seite eher individuell geprägt.

## Gegenwart
Die anfangs von Westklan und Extince gelegten Fundamente werden immer weiter ausdifferenziert, mehr Künstler schaffen den Sprung in die Charts. Zu nennen sind Namen wie Ali B, Yes-R, Keizer, Darryl, Kempi, Sjaak, Appa, Salah Edin und Lange Frans & Baas B.